# Fort Plain (New York)
Fort Plain est un village du comté de Montgomery, dans l'État de New York, aux États-Unis,. En 2010, il comptait une population de 2 322 habitants.

## Démographie
Lors du recensement de 2010, le village comptait une population de 2 322 habitants. Elle est estimée, en 2019, à 2 224 habitants.